# Win for Life! - VinciCasa
Win for Life! - VinciCasa è un gioco a premi gestito dalla SISAL che è stato lanciato il 9 luglio 2014.

## Regolamento
In questo gioco, il giocatore deve scegliere cinque numeri su quaranta su una schedina del costo di 2 € dove, indovinando tutti i numeri della combinazione vincente, si vince il premio di prima categoria che è di 500.000 € fisso che dovrà essere impiegato per l'acquisto di un'abitazione.
Recentemente il gioco è stato cambiato: le schedine costano 2 € e il jackpot prevede 200.000 € istantanei.
Inoltre, si può vincere non solo con cinque numeri ma anche con quattro, tre e due.
Tuttavia, si può giocare anche tramite Quick pick e GiocaFacile! con schedine precompilate da 5 o 10 €.

## Estrazione
L'estrazione della combinazione vincente si svolge ogni giorno alle 20:00.

## Probabilità di vincita
Win for Life! - VinciCasa ha quattro categorie di vincita che sono:
| Risultato | 1 possibilità su | Vincita   |
| --------- | ---------------- | --------- |
| 5 numeri  | 658.008          | 500.000 € |
| 4 numeri  | 3.760            | 2.000 €   |
| 3 numeri  | 111              | 50 €      |
| 2 numeri  | 10               | 10 €      |

La probabilità di vincere almeno un premio considerando tutte le categorie è di 1 su 9.

## Modalità di gioco Quick Pick!
Usando il Quick Pick! il terminale sceglierà automaticamente i numeri da giocare a seconda di quante combinazioni ha deciso il giocatore nei tagli disponibili da:
| Costo | N° di combinazioni |
| ----- | ------------------ |
| 5 €   | una combinazione   |
| 10 €  | 2 combinazioni     |
| 15 €  | 3 combinazioni     |
| 20 €  | 4 combinazioni     |
| 25 €  | 5 combinazioni     |
| 30 €  | 6 combinazioni     |
| 50 €  | 10 combinazioni    |
| 100 € | 20 combinazioni    |
| 150 € | 30 combinazioni    |
| 200 € | 40 combinazioni    |

## Vincite e record
- Il primo 5 nella storia del concorso è stato vinto a Roma nell'estrazione del 24 luglio 2014[senza fonte].